# Bitva o Kyjev (1943)
Bitva o Kyjev (3.–6. listopadu 1943) se uskutečnila v rámci mohutné ofenzívy sovětských vojsk, zvané bitva o Dněpr, která následovala po provedení úspěšných operací v bitvě u Kurska, kdy Rudá armáda přešla do mohutného nástupu a převzala definitivně strategickou iniciativu. Osvobození Kyjeva od německých okupantů se zúčastnila na významném úseku 1. československá samostatná brigáda v SSSR. Osvobození Kyjeva bylo svěřeno 1. ukrajinskému frontu, kterému velel generál armády N.F. Vatutin.

## Přípravy
Po překročení Dněpru Rudou armádou bylo vytvořeno několik předmostí. Sovětská strana se pokoušela zaútočit na Kyjev od bukrynského předmostí, ležícího asi 100 km jižně, avšak neúspěšně. Proto se rozhodla pro lest. Sověti na předmostí umístili dřevěné makety tanků, děla vedla rušivou palbu, měnila stanoviště, vysílalo se z více radiostanic a vytvářel se tak dojem příprav na útok. Jednotky určené k útoku na Kyjev se v utajení přesunuly na předmostí u vesnice Ljutěž, odkud byl veden nečekaný útok. Československá brigáda se na ljutěžské předmostí přepravila v noci z 22. na 23. října, jako záloha 38. armády. Na žádost velitele brigády, plk. L. Svobody, byla jednotka zařazena pod 51. střelecký sbor a nasazena ve směru hlavního útoku. Původní termín útoku 1. listopad se nepodařilo dodržet, sovětské hlavní velení trvalo na osvobození Kyjeva do 7. listopadu, což bylo výročním datem největšího sovětského svátku – VŘSR.

## Bitva
Dělostřelecká příprava k sovětskému útoku byla zahájena 3. listopadu v 8 hodin a trvala spolu s leteckými nálety na přední okraj německé obrany 40 minut. Přípravy se zúčastnily i houfnice 1. dělostřeleckého oddílu čs. brigády. K prolomení nepřátelské obrany byla poprvé soustředěna mohutná dělostřelecká síla – přes 350 děl na jeden kilometr fronty. „Díky mohutnému soustředění sovětských vojsk a bojové techniky se podařilo v prostoru průlomu v pásmu činnosti 38. armády vytvořit značnou přesilu a to v živé síle až trojnásobnou, v dělostřelectvu téměř pětinásobnou a v tancích devítinásobnou. Velení 1.ukrajinského frontu se rozhodlo vést hlavní úder silami 38. armády na jih, prolomit obranu nepřítele, a pak zasazením rychlých svazků bojovat v jihozápadním směru obejít Kyjev ze západu a osvobodit hlavní město Ukrajiny.“ První pásmo německé obrany přestalo prakticky existovat, avšak Němcům se podařilo jednotky stáhnout do pásma druhého. Rudá armáda postoupila první den o 10 kilometrů, další útok pokračoval 4. listopadu, kdy dokázali Sověti vytvořit v místech úderů až desetinásobnou převahu a jejich vojska tak bez obtíží prolomila německou obranu. V tomto okamžiku německé vedení rezignovalo na obranu Kyjeva a jeho hlavním úkolem bylo stažení bojeschopných jednotek pod krytím zadních sledů, zadržujících v připravených opevněních útoky sovětských vojsk. Nasazením sovětských tanků generála Rybalka a jejich průlom západně od města večer 4. listopadu rozhodl o osvobození Kyjeva.

### Průběh nasazení 1.čs. samostatné brigády v SSSR v bitvě o Kyjev

#### Příjezd na frontu
Dne 30. září 1943 byl zahájen přesun 1.čs.samostatné brigády v SSSR z Novochoperské stanice Priluki, vzdálené asi 100 km východně od Kyjeva. „Stav brigády ke 30.9.1943: 105 důstojníků, 27 rotmistrů, 869 poddůstojníků, 2134 vojínů, 174 příslušníků Rudé armády – celkem 3309 mužů, 410 koní, 10 středních tanků T-34, 10 lehkých tanků T-70, 10 obrněných aut BA-64, 6 houfnic 122 mm, 12 protitankových kanónů 76 mm, 10 KPÚV 45 mm, 4 DPL 37 mm (Automatický protiletadlový kanón vz. 39), 12 minometů 82 mm, 18 minometů 50 mm, 7 VKPL, 24 těžkých kulometů, 86 lehkých kulometů, 43 PTP (protitanková samonabíjecí puška vz. 1941), 467 automatů PPŠ, 2133 automatických pušek AVT, 25 snajperských pušek, 26 radiostanic, 18 osobních aut, 195 aut tažných, speciálních a nákladních, 27 motocyklů."
První ztráty byly 12. října 1943, kdy německé letectvo bombardovalo vlakový transport v prostoru železniční stanice Jachnovščina. Celkem při náletu zahynulo 57 vojáků a zraněno bylo 54 vojáků, převážně dělostřelci. Ve dnech 12. až 17. října 1943 se brigáda soustředila asi 50 km východně od Kyjeva.

#### Bojový postup brigády

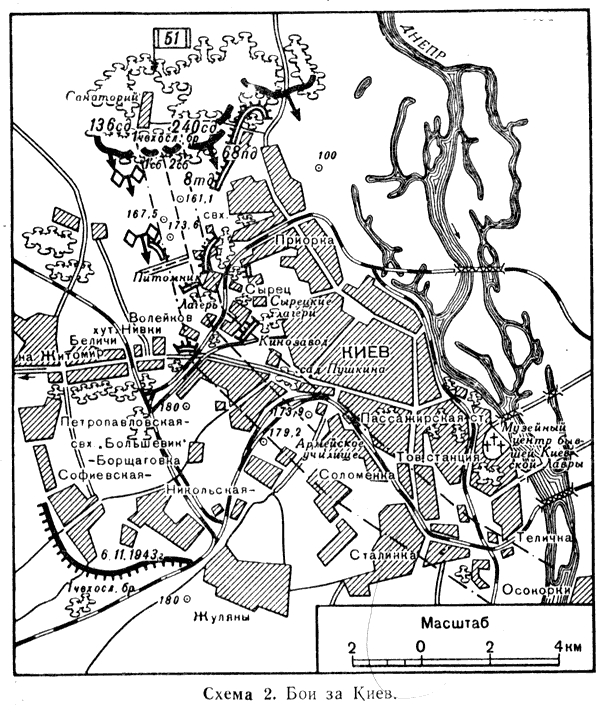
Sovětská mapa bojů o Kyjev

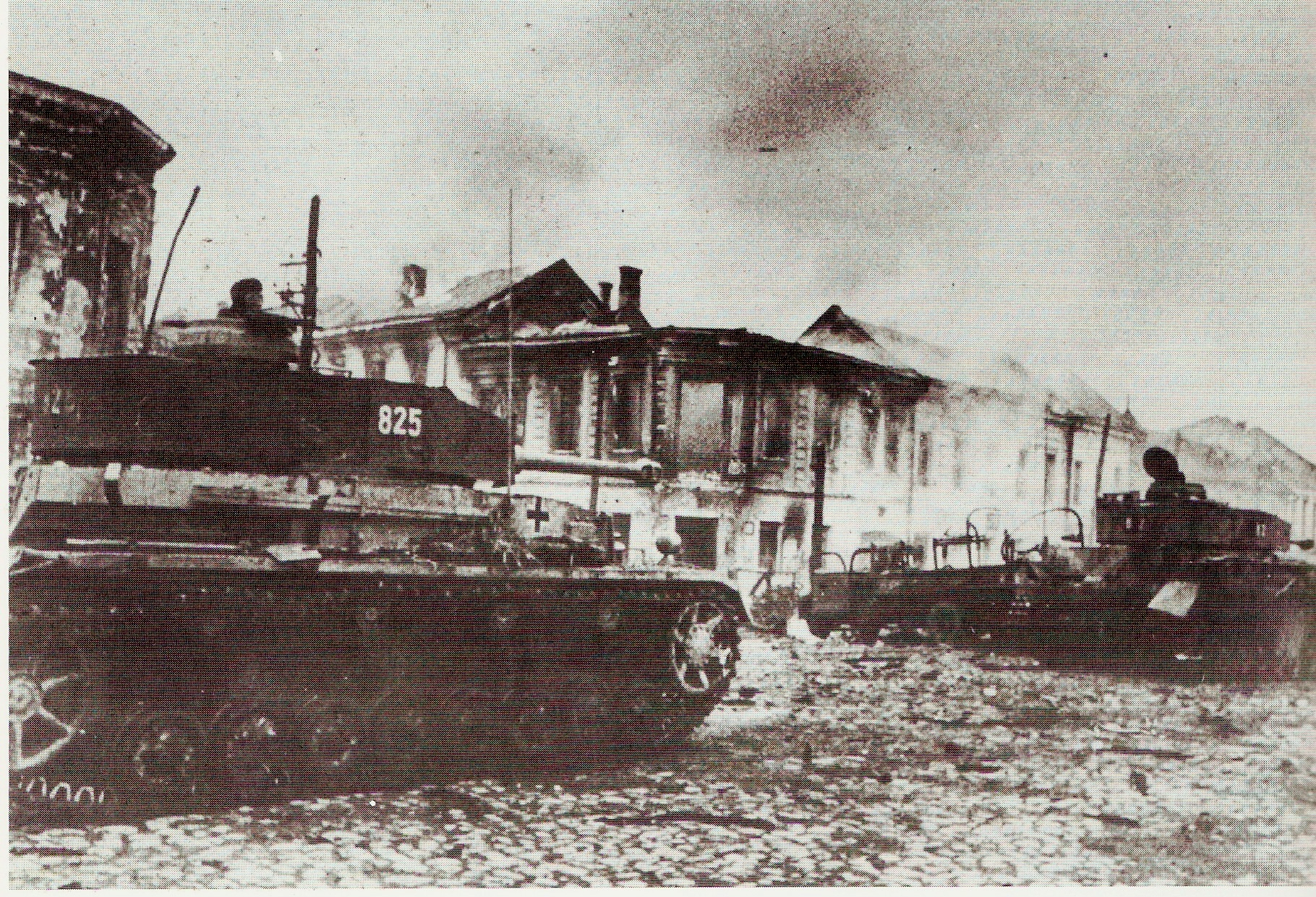
Tanky Panzer IV v Žitomiru, listopad 1943

Ve dnech 18. až 22. října 1943 se brigáda přesunula k východnímu břehu Dněpru.
V noci z 22. na 23. října 1943 překročila brigáda Dněpr po improvizovaném mostě a zaujala postavení na Ljutěžském předmostí, severně od Kyjeva, jako záloha (druhosledová jednotka) velitele 38. armády generálporučíka K.S.Moskalenka. Brigáda měla za úkol nedovolit nepříteli vyjít na přepravu přes Dněpr u Svaromě. Brigáda byla připravena k útokům na Borki, Demidovo, Guta Mežigorskaja.
Dne 3. listopadu 1943 v 8:00 ráno byla zahájena ofenzíva na Kyjev. 1. dělostřelecký oddíl čs. brigády pod velením kpt. I. Pazderky se zúčastnil dělostřelecké přípravy průlomu nepřátelského obranného postavení.
Původně měla být brigáda nasazena jako záloha 38. armády do druhého sledu s úkolem chránit pravý bok 38. armády. Velitel 1. čs. samostatné brigády plk. L. Svoboda se zasazením do druhého sledu nesouhlasil a žádal o začlenění brigády do prvního sledu a na směru hlavního úderu. „Nesouhlasíme s úkolem postupovat ve druhém sledu a jen chránit pravé křídlo vaší 38. armády. Jdeme na Kyjev (…) Útok na Kyjev je v jádru útokem na nepřátelské postavení před Prahou. Váš boj je naším bojem, není nás mnoho, ale jsme tu s Vámi – bok po boku. Není proto možné, abyste táhli káru války sami a my se jen vozili. Chceme útočit v prvním sledu. Generál Čibisov ukazuje na mapu: „Prosím, vyberte si sám směr útoku.“ Ukazuji mu na operační mapě, kde bychom chtěli být nasazeni. „To ovšem je směr hlavního úderu!“ Říká gen. Čibisov. „Uvědomuji si to“, odpovídám. „Ale prokážete-li nám tu důvěru, my nezklameme. Svůj úkol bychom se ctí splnili.“ Generál Čibisov posléze souhlasil s výhradou, nebude-li mít námitky velitelství frontu.“
Velitel brigády plk. L. Svoboda před bojem osobně objížděl jednotlivé jednotky brigády, aby promluvil s jejich příslušníky. „Vojáci, boj o hlavní město sovětské Ukrajiny, o Kyjev, byl zahájen. Bude to boj historický, neboť zasadí německé armádě jeden z největších a posledních úderů. Můžeme být šťastni, že se jej účastníme. Náš národ nám ukládá, abychom o Kyjev bojovali tak, jako bychom bojovali o Prahu, o Brno, o Bratislavu, Košice.“
Ze 3. na 4. listopadu se přesunula brigáda do lesa západně od Vyšgorodu, odkud měla spolu s 240. pěší divizí likvidovat úporně bránícího se nepřítele. K útoku nedošlo, nepřítel Vyšgorod vyklidil.
Dne 4. listopadu 1943 velitel 51. střeleckého sboru, generálmajor P.Avděnko, „vydal rozkaz útočit na nepřítele, který ustupoval k Vyšgorodu a k večeru 4. listopadu 1943 ovládnout severovýchodní okraj města v předmostí Priorka. Po opětovné dělostřelecké přípravě vyrazila sovětská vojska a rychle vnikla do nepřátelských obranných postavení. V této situaci zasadil velitel 1.ukrajinského frontu gen.arm. N.F. Vatutin do bojů 3. gardovou tankovou armádu, jejíž svazky obešly ze západu nepřátelská vojska bránící Kyjev. V 16 hodin se podařilo sovětským vojákům obsadit dětské sanatorium. Nepřítel se však urputně bránil a podnikal řadu zuřivých protiútoků. Do boje zasáhly i průzkumné jednotky 1. polního praporu pod velením pplk. J. Nováka (zástupce npor. J. Dočkal, kpt. J. Kholl) a 2. polního praporu pod velením mjr. M. Kukly (zástupce kpt. O. Záhora). Vzhledem k tomu, že se Němcům podařilo po uskutečněném protiútoku proniknout do sovětských obranných postaveních, vyslali velitelé našich praporů svůj průzkum s cílem upřesnit nastalou situaci. Při této průzkumné akci ale došlo k prudké srážce s nepřítelem. Sovětským vojskům se podařilo úkoly splnit a zahájili boje v předměstí Kyjeva."
Velitel frontu arm.gen. N. F. Vatutin na žádost plk. L. Svobody přidělil brigádu k 51. sboru na směru hlavního úderu. Velitel čs. brigády obdržel rozkaz k útoku, který byl rozpracován do pěti postupných cílů: 1) Jižní okraj lesa, jižně od dětského sanatoria. 2) Sovchoz a kóta 173,6 na okraji Kyjeva. 3) Barákový tábor Syrec. 4) Železniční trať od Kino závodu. 5) Armádní učiliště uprostřed města.
Vzdálenost z východiště útoku k poslednímu cíli byla 10 km. S tímto rozkazem pak byli seznámeni všichni příslušníci brigády, kterým byli stanoveny cíle jejich činnosti.
Dne 5. listopadu 1943 časně ráno zaujala brigáda východiště k útoku na Kyjev v oblasti dětského sanatoria. Část pěchoty brigády odráží se sovětskými jednotkami Německý protiútok od předmostí Priorky na dětské sanatorium. „Potom už se scházejí velitelé útvarů, abych jim osobně zakreslil do map směr útoku a pět postupných cílů pro tento den.“ V osm hodin zahájilo sovětské dělostřelectvo spolu s letectvem palebnou přípravu k útoku. Do této dělostřelecké přípravy zasáhli i příslušníci 1. dělostřeleckého oddílu (kpt. I. Pazderka). Přesnou palbou zničil oddíl celou řadu nepřátelských obranných objektů, dvě nepřátelské baterie, jednu kanónovou a jednu minometnou baterii a také velké množství živé síly. V 11:30 vyráží brigáda do útoku. Sousedé zprava 136. pěší divize, zleva 240. pěší divize.
„Velitel brigády (plk. L.Svoboda) se mnou (kpt.L,Novák, přednosta 1. oddělení štábu) a s přednostou 2. oddělení (npor. L.Engelem), s radiostanicí a telefonním rojem vyrazil ihned za pěchotou (pěšky) a řídil osobně útok – nebyl vůbec k udržení a chtěl být v Kyjevu první (to se mu také povedlo), takže jsme několikrát vlezli do minometných a dělostřeleckých paleb, řízených na první sledy pěchoty a tanků.“
Nepřítel se zuřivě bránil. Brigáda postupovala v součinnosti se sousedícími jednotkami vpřed a likvidovala nepřátelský odpor. Ve 12:30 již vyráží brigáda z prvního postupného cíle a ve 13 hodin bylo dosaženo druhého postupného cíle a jednotky postupovaly dál. Čs. tankistům pod velením npor. G. Krautstengela (Krátkého) se podařilo za pomocí pěchoty a ženistů 1. polního praporu (ženijní důstojníci brigády: npor. J. Zhor a npor. V. Kovařík, velitel ženijní čety tankového praporu čet. Ivan Božuk) překonat protitankový příkop.
Koordinovaný útok brigády se zkomplikoval ve 14 hodin, kdy v důsledku opožďování sovětského souseda si byl nucen 2. prapor krýt své levé křídlo sám. V tomto okamžiku přešlo velení na střední důstojnické kádry, ovládající útok na ohniskovou obranu nepřítele. Československé tanky s výsadkem obcházely jednotlivé opěrné body, které pak likvidovali pěšáci za pomoci dělostřelců.
Při svém postupu se jednotky čs. brigády dostaly až k mostu, který Němci podminovali. Společným úsilím tankistů a samopalníků tankového praporu, kteří pronikli až do nepřátelského týlu, se podařilo zničit odpor nepřítele a most zachránit. Záchranou mostu se vytvořila příhodná situace, které čs. a sovětští vojáci využili a pronikli ve 14:50 do ulic Kyjeva. Boje zesílily, Němci přeměnili řadu domů a objektů pro účely své obrany a snažili se zabránit nebo zpomalit postup našich a sovětských jednotek.
V 15:00 započal boj v předměstí Kyjeva ve směru závodu „Bolševik“. Společně s tanky vnikla do Kyjeva 1. a 2. zesílená rota jako boční zajištění. Rozpoutal se těžký pouliční boj. Své hrdinství prokázali samopalníci tankového praporu, pod velením por. Antonína Sochora, a tankisté podporučíka Josefa Buršíka a podporučíka Richarda Tesaříka. Naše tankisty doprovázely dvě kyjevské odbojářky, Olga Kučerová a Lýdie Uvarenková, které upozornily velitelský tank ŽIŽKA (pod velením ppor. Josefa Buršíka) na postavení nepřítele. Úsilí útočících jednotek, přineslo velký úspěch pod soustředěným tlakem byl nepřítel donucen k ústupu a opouštěl jedno obranné postavení za druhým.
Kolem 18 hodiny dosáhly jednotky 1. polního praporu (pod velením pplk. J. Nováka, zástupci - npor. J. Dočkal a kpt. J. Khol) a tankového praporu (rota T-34/76 ppor J. Buršíka a rota T-70M ppor R. Tesaříka) s motorizovanými samopalníky por. Antonína Sochora pátého konečného postupného cíle – nádraží Kyjev a armádní učiliště uprostřed města. V noci se k nim přidala i samopalnická četa druhého praporu pod velením rtm. O. Kvapila, která se odtrhla od svého praporu a postoupila daleko vpřed. V pozdních večerních hodinách postoupil přes silnou obranu nepřítele do středu města také 2. polní prapor (pod velením mjr. M. Kukly, zástupce kpt. O. Záhora). Po dosažení stanovené čáry se pěší jednotky zakopaly a vytvořily kruhovou obranu. Plk. L. Svoboda se přemístil se svým štábem (zástupce velitele brigády pplk. V. Přikryl, náčelník štábu škpt. B. Lomský a přednostové prvního až sedmého oddělení kpt. L. Novák, npor. L. Engel, npor. M. Šmoldas, škpt. J. Koutný, npor. F. Skokan, kpt. R. Kantorek a npor. M. Bachrach) do Volejkova, kde od velitele 51. střeleckého sboru dostal rozkaz pokračovat v útoku hned ráno v 6:00 6. listopadu 1943. „Němci však, když zjistili, že jim Rybalkovy tanky odřezávají všechny ústupové cesty, se snaží uprchnout, ale před tím chtějí město zničit. Smrtelné nebezpečí nad Kyjevem, už nejde o hodiny, ale o minuty. Proto se nezastavujeme; ostatně ve 24:00 mě volá nový velitel 38. armády generálplukovník Moskalenko a (…) nařizuje telefonicky: „pokračujte v útoku … Nedívejte se nalevo ani napravo a postupujte vpřed tak, aby do svítání 6. listopadu 1943 byl Kyjev osvobozen!“
Dne 6. listopadu 1943, „Tanky, samopalníci a ženisté vyrazili k poslednímu útoku v 02:00; posledních 11 km cestou ohně, řítících se stěn a střech, poslední dělové rány a kulometné dávky tohoto vyčerpávajícího, ale skvělého útoku,“ při kterém českoslovenští vojáci jako první dosáhli centra Kyjeva a v 7 hodin břehu Dněpru. Ústupová cesta, zbývající ještě do té chvíle nepříteli, je přeťata. Dopoledne se pak brigáda přesunuje na předměstí Sofijevskou Borščagovku. Kyjev byl osvobozen.

## Dohra

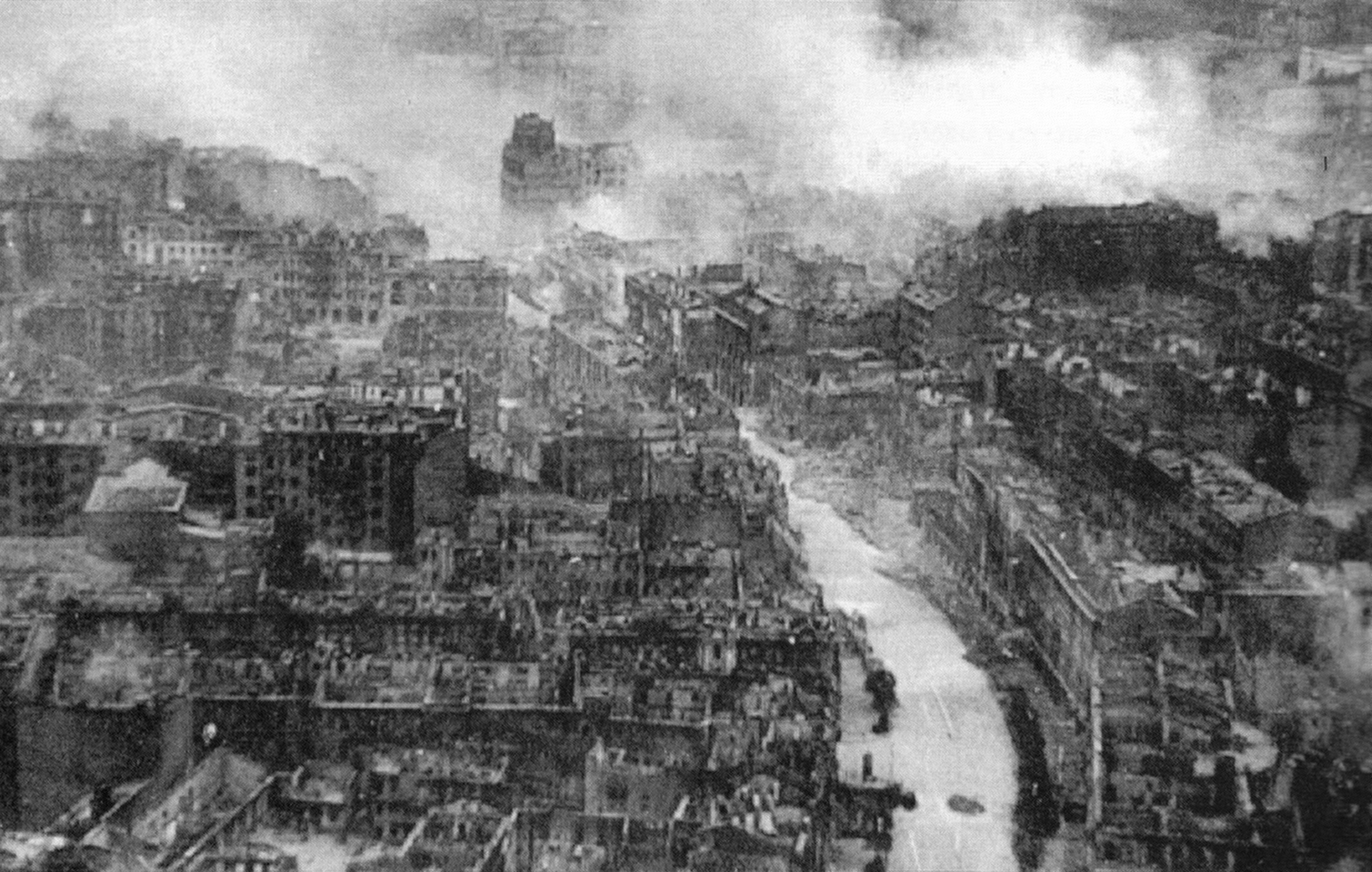
Ruiny Kyjeva, 1943

Od 7. listopadu 1943 do 8. března 1944 byla brigáda nasazena v operacích u Čerňachova, Komuny Čajky a chutoru Petrivka, v prostoru Vasilkova, v Žitomirsko-berdičevské operaci. Osvobozovala Rudu, Bílou Cerkev. Bránila severní břeh řeky Horní Tikič. Útočila na předmostí u Ostrožan. Byla nasazena na klíčovém úseku v obranných bojích u Žaškova v rámci koruň-ševčenkovské operace. Českoslovenští vojáci se při bitvě o Kyjev, ale i při následných bojích ukázali v tom nejlepším světle. Nejenže dokázali pružně reagovat na vzniklou situaci, ale prokázali též vynikající výcvik a dobrou úroveň vedení boje. Při dobývání Kyjeva měli centrum podle plánu obsadit tanky sovětského generálporučíka Kravčenka, ovšem Čechoslováci byli rychlejší.

## Vyznamenání
Nejvyšší sovět SSSR udělil brigádě Řád Suvorova II. stupně a Řád Bohdana Chmelnického I. stupně.
Dne 21. prosince 1943 Nejvyšší sovět SSSR jmenoval tři bojovníky čs. brigády Hrdiny Sovětského svazu a udělil jim Řád Lenina: poručík Josef Buršík a podporučíci Antonín Sochor a Richard Tesařík. Dále udělil 139 sovětských řádů a medailí.
Náčelník štábu tankového praporu nadporučík V. Janko a velitel čety samopalníků podporučík S. Petras byli vyznamenáni Řádem Lenina.
Dále byly uděleny 4 Řády rudého praporu, 6 Řádů Vlastenecké války I. stupně, 16 Řádů Vlastenecké války II. stupně, 27 Řádů rudé hvězdy, 16 Řádů slávy III. stupně, 31 medailí Za odvahu a 36 medailí Za bojové zásluhy.
Prezident E. Beneš v prosinci 1943 v Moskvě dekoroval bojovou zástavu brigády válečným křížem 1939 a československou medailí Za chrabrost. Československým válečným křížem 1939 vyznamenal 295 příslušníků brigády. 41 vojáků obdrželo vyznamenání in memoriam.
Velitel brigády, plk. L. Svoboda obdržel Řád Suvorova II. stupně a Čs. Válečný kříž 1939.